# Culex cheni
Culex cheni är en tvåvingeart som beskrevs av Ho 1963. Culex cheni ingår i släktet Culex och familjen stickmyggor. Inga underarter finns listade i Catalogue of Life.